# Дьябанза, Мвазулу
Мвазулу Дьябанза (фр. Mwazulu Diyabanza, род. ок. 1979, Киншаса) — конголезский политический активист и лидер панафриканистского движения Янка Нку (Unité Dignité Courage). Он также основал Мультикультурный фронт против ограбления (FMAS), целью которого является воссоединение коренных народов мира с тем, что он называет их разграбленным наследием, выставленным в европейских музеях. Дьябанза также выступает против использования франка КФА в Западной и Центральной Африке.
Дьябанзу арестовывали и штрафовали за вынос экспонатов из музеев Франции и Нидерландов. Несмотря на это, в будущем он планирует провести аналогичные акции в музеях Бельгии, Испании, Германии, Португалии, Великобритании и Ватикана.

## Частная жизнь
Дьябанза родился в Киншасе в Демократической Республике Конго, но бежал во Францию в качестве политического беженца. Проживает попеременно во Франции и в Того.

## Действия по странам

### Франция
В июне 2020 года Дьябанза с несколькими сообщниками вошёл в Музей на набережной Бранли — Жак-Ширак в Париже, где хранится около 70 000 предметов из Чёрной Африки. Они забрали погребальный столб XIX века, относящийся к культуре народа бари. Полиция вернула объект музею и продержала Дьябанзу под стражей в течение трёх дней. Суд оштрафовал его на 1 000 евро за попытку кражи. Пятерым активистам, с которыми он работал, грозило до десяти лет тюрьмы и штраф в размере 150 000 евро каждому; четверо из них были оштрафованы на 250—1000 евро каждый, но избежали тюремного заключения.
Месяц спустя в Марселе Дьябанза попытался вынести копьё из слоновой кости из Музея африканского, океанического и индейского искусства, но был оправдан в суде. Ему было приказано заплатить Лувру 5 000 евро, он также получил отсрочку тюремного заключения в Париже за изъятие экспоната из музейной витрины.

### Нидерланды
В сентябре 2020 года Дьябанза забрал конголезскую погребальную статую из музея Африки в Берг-ан-Дал. В январе 2021 года он был приговорен к двум месяцам лишения свободы условно и штрафу в размере 250 евро, а также к двум годам испытательного срока. Две женщины, снимавшие акцию, и двое мужчин, помогавшие Дьябанзе забирать экспонат, были приговорены к штрафу в размере 100 евро, одному месяцу лишения свободы условно и двум годам испытательного срока, также всем пятерым запретили вход в музей на три года.

## Запланированные акции
Дьябанза запланировал новые акции в музеях Бельгии (отложена из-за закрытия музеев, в связи с пандемией COVID-19 в стране), Испании, Германии, Португалии и Ватикана. Он заявил британской газете The Observer: "Мы посетим Британский музей, когда он откроется. Там собраны очень символичные шедевры "